# Venice/Notturno in gondola
Venice/Notturno in gondola è un singolo dei Rondò Veneziano pubblicato dalla Baby Records in Regno Unito nel 1984 e tratto dall'album Venice in Peril.

## Tracce
Venice è il nome dato per La Serenissima.
1. Venice (Gian Piero Reverberi e Laura Giordano) - 2:18
2. Notturno in gondola (Gian Piero Reverberi e Laura Giordano) - 4:43